# The Lost City (1920)

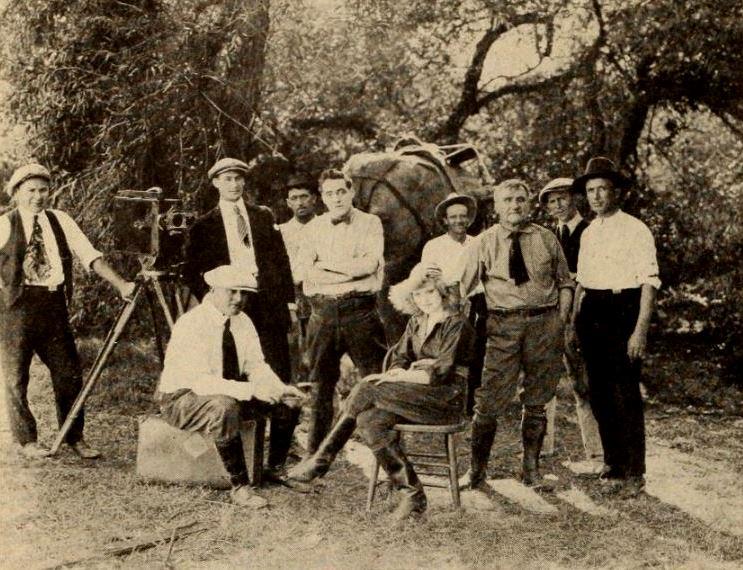
Equipe de produção do seriado The Lost City (1920), com Juanita Hansen ao lado do diretor do filme, E.A. Martin, e os atores George Chesebro, Frank Clark e Hector Dion, na página 52 de 20 de dezembro de 1919, Exhibitors Herald.

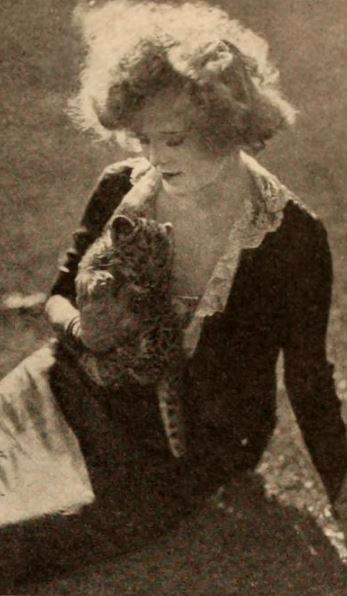
Juanita Hansen com um pequeno leopardo na página 65 de 20 de dezembro de 1919, Exhibitors Herald, na época em que filmava The Lost City (1920)

The Lost City, ou The Lost City of the African Jungle é um seriado estadunidense de 1920, gênero aventura, dirigido por E. A. Martin, em 15 capítulos, estrelado por Juanita Hansen, George Chesebro e Al Ferguson. Produzido pela Selig Polyscope Company e distribuído pelos Irmãos Warner, veiculou nos cinemas estadunidenses a partir de janeiro de 1920. O seriado, baseado no conto “The Lost City”, de Frederick Chapin, foi um marco na história dos seriados, pois foi o primeiro a usar animais selvagens em sequências de ação, assim como foi o primeiro a apresentar uma rainha da selva, o primeiro filme de cidade perdida, além de ser o primeiro seriado de um milhão de dólares.
O seriado foi posteriormente editado para 52 minutos e relançado como um filme longa-metragem pela Celebrated Players Film Corporation, sob o título The Jungle Princess, e relançado em 21 de novembro de 1920 e em 6 de junho de 1923.

## Sinopse
O milionário caçador chamado Jack e seu amigo Pat O'Malley conhecem Lola, filha do governante de Wanda - uma cidade perdida com habitantes brancos no interior da África - e a libertam de uma dupla de comerciantes de escravos. Jack, Pat e Lola enfrentam, então, os perigos da natureza e dos predadores.

## Elenco
- Juanita Hansen ...Princesa Elyata de Tarik
- George Chesebro ...Stanley Morton
- Frank Clark ...Michael Donovan
- Hector Dion ...Gagga
- Irene Wallace
- Al Ferguson
- Marjorie Lake
- Jack Abraham

## Capítulos
1. The Lost Princess
2. The City of Hanging Gourds
3. The Falming Tower
4. Jungle Death
5. The Puma’s Victim
6. The Man-Eater’s Prey
7. The Bride of Death
8. A Tragedy in the Sky
9. In the Palace of Black Walls
10. The Tug of War
11. In the Lion’s Jaw
12. The Jungle Fire
13. In the Cave of Eternal Fire
14. Eagle1s Nest
15. The Lost City

## Detalhes da produção
Foi alegado ter sido filmado nas selvas africanas, quando na verdade foi filmado no Selig Polyscope Studios em Los Angeles, com animais do zoológico Selig.
O seriado foi posteriormente editado e relançado como um longa-metragem pela Celebrated Players Film Corporation, sob o título The Jungle Princess, em 21 de novembro de 1920. Algumas fontes informam que o filme pode ter sido relançado em 1923, condensado em quatro capítulos, também sob o título The Jungle Princess.
O sucesso desse seriado levou a Selig Polyscope Company e a Warner Brothers a outra co-produção, em 1921, Miracles of the Jungle,e posteriormente à The Jungle Goddess.